# Susanna Raganelli
Susanna Raganelli, detta Susy (Roma, 21 febbraio 1946), è un'ex pilota automobilistica italiana, campionessa del mondo di kart nel 1966, prima e unica donna ad essere iridata.

## Biografia
Figlia di un ricco mercante di automobili romano, ottenne il titolo di Campione del Mondo nella categoria 100 cc con una Tecno Parilla il 25 settembre 1966 sul circuito di Amager, vicino a Copenaghen. Lei rivaleggiò per la vittoria finale con lo svedese Leif Engström, secondo nella classifica finale del campionato e Ronnie Peterson arrivato terzo.
Nel 1965 ha vinto il titolo italiano nella categoria 100 cc Super.
Lo stesso anno, l'Italia vinse il quinto Campionato Europeo delle Nazioni (il terzo consecutivo), con Susy Raganelli, così come Guido e Oscar Sala, Giulio Pernigotti (presente nella squadra nazionale sin dal suo inizio nel 1961) e Duilio Truffo.
Alla fine del 1967, abbandonò il karting. Dopo alcune competizioni automobilistiche nella categoria Gran Turismo, lasciò l'attività agonistica dopo alcuni anni.

## Onorificenze e riconoscimenti
- Medaglia d'oro Coni 1966 per essersi laureata Campione Mondiale Karting
- Medaglia d'argento Coni 1965 per essersi laureata Campione Europeo Karting a Squadre[6]